# 신앤유 법률사무소
신앤유 법률사무소(Shin & Yoo)는 대한민국의 법률사무소이다. 2011년 3월 신진욱 변호사에 의하여 설립되었고 서울 마포구 상암 DMC에 사무소를 두고 있다. 

## 상세
신앤유 법률사무소는 법무법인이 아니라 구성원들이 형성한 조합 형태의 법률사무소로, 대한변호사협회 회칙 제39조에 따라 공동법률사무소로 운영되고 있다. 사건 수임계약 및 사건처리는 공동, 협업 형태로 진행되고, 대표변호사는 신진욱 변호사가 맡고 있다. 대외적인 공문과 소송 수행 역시 신앤유 법률사무소의 단일 명칭으로 처리된다.
기존의 변호사들이 서초구 일대에 위치하고 있는 것과 달리 첨단 기술, 미디어, 엔터테인먼트 기업들이 집중되어 있는 상암 DMC 내 우리기술빌딩에 위치하고 있다.

### 분야별 업무
- 지적재산권(Intellectual Property)[2]
- 국제거래(international Transaction)
- IT
- 언론(Media Dispute)[3]
- Risk Control[4][5]
- 인수합병(Merger & Acquisition)
- 화이트칼라 범죄(White Collar Crime)
- 헬스케어 및 제약(Healthcare & Pharmaceutical)[6]